# 重庆大学美视电影学院
重庆大学美视电影学院是重庆大学32个学院之一，也是中华人民共和国继北京电影学院之后第二个电影学院。

## 历史
学院创建于2000年，经教育部批准由重庆大学和香港美视集团联合创立，目前学院有700名本科生，21名研究生，和超过50位全职教师。目前张国立担任学院院长，张艺谋担任访问教授。

## 校友
- 孙文婷
- 瑛子
- 陈廷嘉
- 唐艺昕
- 郭晓敏
- 赫子铭
- 蔡雅同